# Comando del Distrito de Caza de Dinamarca
El Comando del Distrito de Caza en Dinamrca (Jagd-Abschnitts-Führer Dänemark) unidad militar de la Luftwaffe durante la Segunda Guerra Mundial.

## Historia
Formada el 14 de septiembre de 1943 en Grove (Karup), subordinado por la 2.º División de Caza. Cuartel General en Grove. El 26 de enero de 1945 es redesignado al Comando Aéreo de Caza Dinamarca.

## Comandantes
- Coronel Hans Schalk – (21 de enero de 1944 – septiembre de 1944)
- Teniente coronel Carl Vieck – (septiembre de 1944 – mayo de 1945)

## Orden de Batalla
Controlaba varias unidades Caza Nocturno
- 2.º Escuadra de Caza Nocturno
- 3.º Escuadra de Caza Nocturna.